# Douglas Kern
Douglas James Kern (Fort Riley, 10 de julio de 1963) es un deportista estadounidense que compitió en vela en la clase Soling. 
Participó en los Juegos Olímpicos de Barcelona 1992, obteniendo una medalla de plata en la clase Soling (junto con Kevin Mahaney y James Brady). Ganó dos medallas en el Campeonato Mundial de Soling, plata en 1990 y bronce en 1991.

## Palmarés internacional
| \| Juegos Olímpicos \| Juegos Olímpicos \| Juegos Olímpicos \| Juegos Olímpicos \| \| Año \| Lugar \| Medalla \| Clase \| \| ------------------ \| -------------------------- \| ----------------- \| ---------------- \| \| 1992 \| Barcelona (España) \| Medalla de plata \| Soling \| \| Campeonato Mundial \| \| \| \| \| Año \| Lugar \| Medalla \| Clase \| \| 1990 \| Medemblik (Países Bajos) \| Medalla de plata \| Soling \| \| 1991 \| Rochester (Estados Unidos) \| Medalla de bronce \| Soling \| |                            |                   |        |
| Juegos Olímpicos |                            |                   |        |
| Año | Lugar                      | Medalla           | Clase  |
| 1992 | Barcelona (España)         | Medalla de plata  | Soling |
| Campeonato Mundial |                            |                   |        |
| Año | Lugar                      | Medalla           | Clase  |
| 1990 | Medemblik (Países Bajos)   | Medalla de plata  | Soling |
| 1991 | Rochester (Estados Unidos) | Medalla de bronce | Soling |